# Der Umzug
Der Umzug ist eine erstmals 1955 veröffentlichte Erzählung von Martin Walser.

## Inhalt
Der Erzähler, ein Fahrradmonteur, lebt mit seiner Frau Gerda in einem Arbeiterviertel. Da sein Einkommen nur gering ist, drängt sie ihn, neue Vorrichtungen zu konstruieren. Obwohl dies gelingt, finden sie keinen Anklang und bessern dadurch auch das Haushaltsbudget nicht auf. Gerda möchte dennoch an der Wohnungstür ein Schild mit der Aufschrift „Ingenieur“ anbringen, was der bescheidene Erzähler aber unterbinden kann.
Ihr Onkel vererbt ihnen seine Eigentumswohnung in einer noblen Gegend. Der Protagonist fühlt sich dort aber zunehmend unwohl, da die blasierten Nachbarn keinen Kontakt mit ihm wünschen und der Stadtteil nicht annähernd so belebt ist wie seine alte Heimat. Gerda gewöhnt sich hingegen schnell ein und drängt ihren Mann, sich ebenfalls anzupassen. Er versucht zwanghaft, den Lebensstil der Umherwohnenden nachzuahmen, was jedoch in seiner Entlassung mündet, da er deswegen regelmäßig zu spät in die Werkstatt kommt.
Schließlich kehrt der Erzähler in sein ehemaliges Viertel zurück und findet wieder Arbeit. Die gemeinsame Tochter holt er regelmäßig zu sich, um sie vor einer Persönlichkeitsänderung ähnlich der ihrer Mutter zu bewahren. Sollte das Mädchen jedoch auch so enden, will er sich ebenfalls von ihr lossagen.

## Veröffentlichung
Das Werk ist Teil des Erzählbandes Ein Flugzeug über dem Haus, der erstmals 1955 im Suhrkamp Verlag erschien. Volk und Welt gab die Geschichte im Rahmen der Reihe Erkundungen auch in der DDR heraus.